# Reginald Hackett Hewetson
Sir Reginald Hackett Hewetson, britanski general, * 1908, † 1993.